# Juillé (Charente)
Juillé é uma comuna francesa na região administrativa da Nova Aquitânia, no departamento de Charente. Estende-se por uma área de 8,60 km². Em 2010 a comuna tinha 188 habitantes (densidade: 21,9 hab./km²).